# Club alpí
Club alpí fa referència als diversos clubs d'alpinisme creats en els diversos països. Avui en dia, els clubs alpins organitzen competicions d'escalada, construeixen i gestionen refugis de muntanya, preparen camins i vies d'escalada i protegeixen activament el medi ambient de la muntanya.
El club més antic és el del Regne Unit, l'Alpine Club, que fou fundat el 1857 a Londres.
En l'actualitat existeixen clubs alpins a molts països:
- Centre Excursionista de Catalunya - Club Alpí Català (CEC) - Catalunya
- Deutscher Alpenverein (DAV) - Alemanya
- Österreichischer Alpenverein (ÖAV) - Àustria
- Schweizer Alpen-Club (SAC) - Suïssa
- Club Alpino Italiano (CAI) - Itàlia
- Alpenverein Südtirol (AVS) - Tirol del Sud
- Club Alpin Francais (CAF) - França
- Alpine Club - Regne Unit
- Alpine Club of Canada - Canadà
- American Alpine Club - EUA
- Slovenska Planinska Družba (SPD) - Eslovènia
- Planinska Zveza Slovenije (PZS) - Eslovènia
- Nederlandse Klim- en Bergsport Vereniging (NKBV) - Països Baixos
- Japanese Alpine Club - Japó
- Mountain Club of South Africa - Sud-àfrica
- "Rock Pigeon" brotherhood Arxivat 2007-06-08 a Wayback Machine. - Uzbekistan
- New Zealand Alpine Club (NZAC) - Nova Zelanda
- Club Alpino Español - Espanya